# Lili Tóth
Lili Tóth (* 2. Februar 1986 in Kiskunhalas) ist eine ungarische Schachspielerin.

## Leben
Die promovierte Lili Tóth studierte Jura an der Károli-Gáspár-Universität der Reformierten Kirche in Budapest.

## Erfolge

### Einzelerfolge
2001 gewann sie in Balatonlelle die ungarische U16-Meisterschaft der weiblichen Jugend, 2002 in Paks die offene ungarische U20-Meisterschaft der weiblichen Jugend. 2010 gewann sie in Hungen die Einzelmeisterschaft der Frauen des Hessischen Schachverbands.

### Mannschaftserfolge

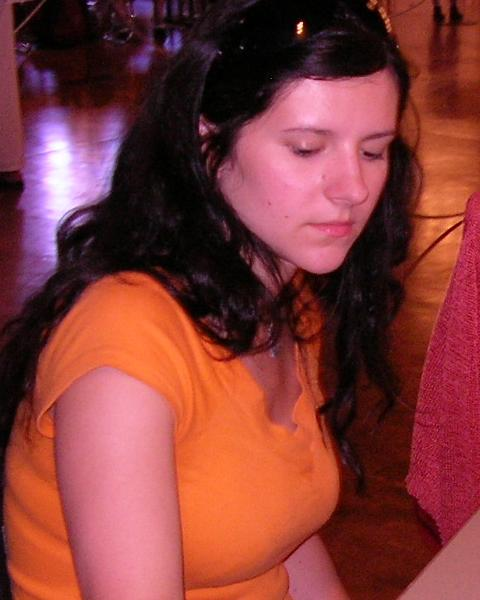
Lili Tóth, Braunfels 2010

Für die ungarische U18-Nationalmannschaft spielte sie am Spitzenbrett bei den Europameisterschaften der Juniorinnen 2002 und 2003, die jeweils am Balaton in Balatonlelle ausgetragen wurden. Den Mitropa-Cup der Frauen gewann sie 2007 in Szeged an Brett Zwei spielend. Die ungarische A-Mannschaft bestand aus ihr und Szidónia Vajda. Bei der deutschen Frauen-Länder-Mannschaftsmeisterschaft 2010 in Braunfels spielte sie am Spitzenbrett des Hessischen Schachverbands.

## Vereine
In der höchsten ungarischen Spielklasse, der NB I. Szabó László csoport, spielte Lili Tóth in der Saison 2001/02 für den Makói Spartacus Vasas Sportegyesület und von 2002 bis 2012 für ASE Paks. Toth war auch in der bosnischen Frauenliga aktiv. In Deutschland war sie für die Saison 2009/10 für den hessischen SK Königsjäger Hungen gemeldet, wurde in der Meisterschaft aber nicht eingesetzt. Danach wechselte sie zu den Schachfreunden Friedberg, mit denen sie seit der Saison 2011/12 in der ersten Schachbundesliga der Frauen spielt.

## Titel und Rating
Seit Februar 2004 trägt sie den Titel Internationaler Meister der Frauen (WIM). Die Normen hierfür erzielte sie bei der ungarischen Einzelmeisterschaft der Frauen 2001 in Budapest, beim internationalen Caissa-Turnier 2002 in Kecskemét sowie bei der Jugendweltmeisterschaft der weiblichen Jugend U18 2003 in Kallithea (Chalkidiki), bei der sie den achten Platz belegte. Beim Weltschachbund FIDE wird sie als inaktiv geführt, da sie seit dem Dr.-Elekes-Dezso-Memorial in Budapest im Juli 2015 keine Elo-gewertete Partie mehr gespielt hat.